# Antônio Brito Sousa Gaioso
Antônio Brito Sousa Gaioso foi um político brasileiro.
Foi presidente da província do Piauí, de 13 de maio de 1861 a 13 de junho de 1862.